# Віпала

Віпала

Віпала (Wiphala) — старовинна емблема андських народів, що існувала ще до появи у Південній Америці перших європейців. Сьогодні є символом індіанських народів аймара та кечуа. Також часто застосовується в Перу, Еквадорі, Болівії, Чилі та Аргентині. Віддзеркаленням віпали є прапор Куско та є одним з офіційних прапорів Болівії.

## Історія
Віпала служила емблемою андських цивілізацій до періоду правління Інка. В одній з гробниць в регіоні Чанкай, що датується 1200 роком н. е., на центральному узбережжі Перу, був знайдений об'єкт, що нагадує прапор, який зберіг відповідні кольори віпали. Серед артефактів культури Уарі зустрічаються мішечки з емблемою віпала. Серед навігаторів озера Тітікака символ використовується для прикраси човнів з давніх-давен.
Найбільшого розповсюдження віпала отримала за часів володарів імперії інків Тауантінсую. За офіційною ідеологією об'єднував прапори чотирьох «чвертів» — Чинчайсую, Антісую, Кунтісую, Кольасую —, що входили в державу Інків. З цього моменту віпала розповсюджується на територіях від сучасної південної Колумбії до центрального Чилі та від західної Аргентини до Перу.

## Опис
Складається з кольорів веселки.
Червоний (Пука): символізує планету Земля (ака-пача).
Помаранчевий: представляє суспільство; символізує збереження і відтворення видів на планеті; емблема здоров'я і медичних знань; освіти і молоді.
Жовтий: енергія і сила (Чама-пача); символ доктрини Пача Камак і Пачамама; подвійність; закони і правила колективної практики.
Білий: представляє час і його діалектику (хайя-пача); перетворення; мистецтво та робота; взаємність.
Зелений (Чікла): іноді представляє економіку і виробництво Анд; символ багатства природи, Землі і всіх живучих на ній, флори і фауни.
Синій (Анка): космічний простір, нескінченність (Араксу-пача); символ зоряних систем і природних явищ.
Фіолетовий (Куї): символ народу і влади спільноти, держави, соціальних організацій, взаємообміну.